# Schizoglossa novoseelandica
Schizoglossa novoseelandica е вид сухоземно коремоного от семейство Rhytididae.

## Разпространение
Видът е разпространен само в Нова Зеландия.